# 松村咲子
松村 咲子（まつむら さきこ、1977年7月7日 - ）は、北海道を中心に2004年頃まで活躍していたタレント。
北海道テレビ放送（HTB）制作のヒーローものの特撮テレビドラマ作品である「ドラバラ鈴井の巣」『雅楽戦隊ホワイトストーンズ』にて大谷地ひばり役としての出演が最後の仕事と思われる。ASAYANのモーニング娘。オーディションの最終選考に残った経歴がある。現在はOLに転身しており、タレント業は廃業している。